# Fusarium oxysporum f.sp. ciceris
Fusarium oxysporum f.sp. ciceris es una especie de hongo fitopatógeno que causa la fusariosis en los garbanzos y otras especies del género Cicer. Tienen, además, la capacidad de infectar la semilla y transmitirse verticalmente. Este hongo es el principal obstáculo para la producción de garbanzo mundial.

## Características
El Fusarium oxysporum es un habitante común del suelo que produce dos tipos de esporas conidias: macroconidios y microconidios. También produce estructuras de resistencia: las clamidosporas.
Los macroconidios suelen tener de 3 a 5 septos, son rectas o ligeramente curvadas y delgadas, con una célula basal en forma de pie o puntiaguda y una célula apical cónica y curvada. Generalmente se producen a partir de fiálidas en conidióforos mediante una división basípeta. Son importantes en la infección secundaria.
Los microconidios son tienen forma elipsodial y no tienen septo o tienen uno solo. Se forman a partir de fiálidas en falsas cabezas mediante una división basípeta. Son importantes en la infección secundaria.
Las clamidosporas son globosas y tienen paredes gruesas. Se forman a partir de hifas o, alternativamente, a partir de una modificación de las células hifales. Son importantes como órganos de resistencia en suelos donde actúan como inóculo en la infección primaria.
No se conoce el teleoformo, es decir, la etapa reproductiva sexual.

## Síntomas

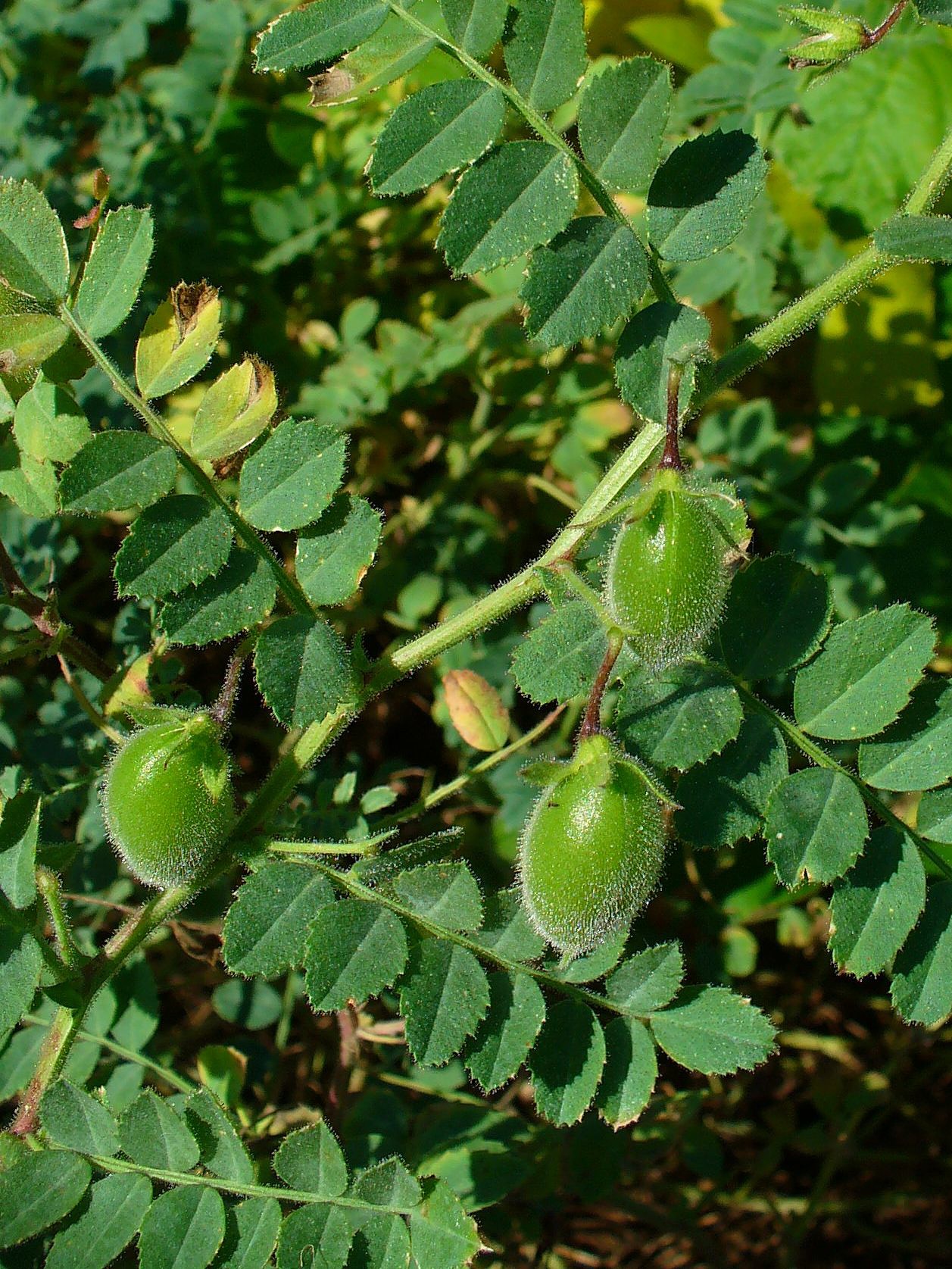
Planta de garbanzo saludable

El hongo entra el sistema vascular del garbanzo a través de las raíces, produciendo enzimas que degradan las paredes celulares, formando así un gel que bloquea este sistema. Posteriormente, se produce una decoloración de los tejidos internos empezando por las raíces hasta las partes ḿas aéreas de la planta, creando la marchitación del follaje, finalmente desembocando en necrosis.
Se pueden identificar las plántulas afectadas aproximadamente tres semanas después de la siembra, momento en el cual se muestran los primeros síntomas como la caída de las hojas y el amarillamiento de las mismas. Posteriormente, colapsarán a una posición postrada y se observarán tallos excesivamente delgados tanto en la superficie como debajo del sustrato.
Las plantas adultas afectadan muestran síntomas de marchitación comenzando desde los pecíolos y las hojas más jóvenes y continuando en dos o tres días al resto de la planta. Las holas más jóvenes tendrán un color vérde pálido mientras que el resto desarrollarán clorosis. En estadios más avanzados de la infección, todas las hojas se volverán amarillas. Cuando una planta se abre longitudinalmente se puede observar la decoloración de la médula y del xilema.